# Gmina Głuchów
Die Gmina Głuchów ist eine Landgemeinde im Powiat Skierniewicki der Woiwodschaft Łódź in Polen. Ihr Sitz ist das gleichnamige Dorf.

## Gliederung
Zur Landgemeinde (gmina wiejska) Głuchów gehören 15 Dörfer mit einem Schulzenamt (sołectwo):
Białynin
Białynin-Południe
Borysław
Celigów
Głuchów
Janisławice
Jasień
Kochanów
Michowice
Miłochniewice
Prusy
Reczul
Skoczykłody
Wysokienice
Złota

## Verkehr
Der Bahnhof Głuchów Skierniewicka liegt an der Museumsschmalspurbahn Rogów–Biała Rawska.